# Суль (Мазовецьке воєводство)
Суль (пол. Sul) — село в Польщі, у гміні Кадзідло Остроленцького повіту Мазовецького воєводства.
Населення — 76 осіб (2011).
У 1975-1998 роках село належало до Остроленцького воєводства.

## Демографія
Демографічна структура станом на 31 березня 2011 року:
|          | Загалом | Допрацездатний вік | Працездатний вік | Постпрацездатний вік |
| -------- | ------- | ------------------ | ---------------- | -------------------- |
| Чоловіки | 39      | 16                 | 22               | 1                    |
| Жінки    | 37      | 7                  | 22               | 8                    |
| Разом    | 76      | 23                 | 44               | 9                    |